# 新潟県道216号大瀁直江津線
新潟県道216号大瀁直江津線（にいがたけんどう216ごう おおぶけなおえつせん）は、新潟県上越市内を通る一般県道である。

## 概要

### 路線データ
- 起点：新潟県上越市頸城区百間町字二番割（新潟県道77号上越頸城大潟線・新潟県道253号浦川原犀潟停車場線交点）
- 終点：新潟県上越市港町1丁目（新潟県道468号大潟上越線交点）

## 地理

### 通過する自治体
- 新潟県上越市

### 接続する道路
- 新潟県道253号浦川原犀潟停車場線（起点：百間町交差点）
- 新潟県道77号上越頸城大潟線（百間町交差点（起点） - 上越市頸城区北福崎で重複）
- 国道8号（直江津バイパス）（日之出町交差点）
- 新潟県道259号小猿屋黒井停車場線（上越市頸城区西福島）
- 国道350号（港町交差点）
- 新潟県道468号大潟上越線（終点：上越市港町1丁目）

### 周辺
- JR信越本線 黒井駅
- 北陸自動車道 頸城バスストップ
- 海上保安庁 第九管区海上保安本部 新潟海上保安部 上越海上保安署
- 上越市役所 頸城区総合事務所（旧・頸城村役場）
- 上越市立頸城中学校
- 上越市立大瀁（おおぶけ）小学校
- 上越市立南川小学校
- 上越市立古城小学校
- 上越市立直江津小学校
- 上越信用金庫 古城支店
- JAえちご上越 頸城支店
- 頸城郵便局
- 直江津港郵便局
- 直江津郵便局
- 三分一簡易郵便局
- 直江津府門簡易郵便局
- 信越化学工業 直江津工場
- サンリン 直江津工場
- 新日鐵住金直江津製造所
- 大平洋特殊鋳造 直江津製造所（大平洋金属グループ）
- 直江津港（西埠頭）（重要港湾・特定港）
- 関川
- 保倉川

## その他
- 路線名の「大瀁」・「直江津」は、起点・終点付近の旧自治体名（新潟県中頸城郡大瀁（おおぶけ）村、同県直江津市）に由来する。